# Thunderbirds de Winston-Salem
Les Thunderbirds de Winston-Salem sont une franchise professionnelle de hockey sur glace d'Amérique du Nord qui a évolué dans l'ECHL. L'équipe était basée à Winston-Salem dans l'État de la Caroline du Nord aux États-Unis. Les parties étaient disputées au Winston-Salem Memorial Coliseum.

## Historique
La franchise a été créée en 1981 et joue sa première saison sous le nom des Thunderbirds de Winston-Salem avant d'être renommée Thunderbirds de la Caroline. Elle participe à l’Atlantic Coast Hockey League de 1982 à 1987 puis à l'All-American Hockey League en 1987-1988. Elle rejoint l'ECHL en 1988 et remporte la Coupe Kelly. La saison suivante, l'équipe retrouve son nom des Thunderbirds de Winston-Salem. En 1992, la franchise est déplacée à Wheeling en Virginie-Occidentale et est renommée Thunderbirds de Wheeling.

## Entraîneurs
- Rick Dudley de 1981-1986
- Brendon Watson de 1988-1989

### Saisons après saisons
Note: PJ : parties jouées, V : victoires, D : défaites, N : matchs nuls, DP : défaite en prolongation, Pts : Points, BP : buts pour, BC : buts contre, Pun : minutes de pénalité
| Saison    | PJ | V  | D  | N | DP | Pts | Classement               | Séries éliminatoires    |
| --------- | -- | -- | -- | - | -- | --- | ------------------------ | ----------------------- |
| 1988-1989 | 60 | 27 | 32 | 0 | 1  | 55  | 4e place                 | Remporte la Coupe Kelly |
| 1989-1990 | 60 | 38 | 16 | - | 6  | 94  | 1e place                 | Défaite en finale       |
| 1990-1991 | 64 | 20 | 41 | - | 3  | 43  | 6e place, division Ouest | Ne participe pas        |
| 1991-1992 | 64 | 36 | 24 | - | 4  | 76  | 3e place, division Est   | Défaite au premier tour |